# Markus Breuß
Markus Breuß (* 11. Oktober 1988) ist ein ehemaliger österreichischer Fußballtorwart, der heute vor allem als Torwarttrainer in Erscheinung tritt.

## Karriere
Markus Breuß begann seine Vereinskarriere als Fußballspieler im Jahre 1995 im Nachwuchsbereich des FC Koblach, dem er bis 2005 angehörte. Von 2002 bis 2005 besuchte er zudem die Fußballakademie Vorarlberg. Danach wechselte er in die österreichische Bundesliga zum SCR Altach, bei dem er vorrangig in der zweiten Mannschaft aktiv war. Bei den Profis war er zumeist nur dritter Torwart hinter Mario Krassnitzer und Andreas Michl und kam nie zu einem Pflichtspieleinsatz. Zur Saison 2009/10 wechselte er zum FC Dornbirn 1913, für den er neben der Profimannschaft auch bei den Amateuren zum Einsatz kam. Bereits in der Winterpause der Saison 2007/08 war er bis zum Saisonende an die Dornbirner verliehen worden, bei denen er drei Regionalligaeinsätze absolvierte. Nach 14 Ligaauftritten in der zweitklassigen Ersten Liga und neun Meisterschaftseinsätzen in der fünftklassigen Landesliga schloss sich Breuß dem FC Lustenau 07 an, für den er ebenfalls in der Profi- und der Amateurmannschaft eingesetzt wurde. In der Winterpause der Saison 2011/12 wechselte der Vorarlberger zum FC Rot-Weiß Rankweil in die viertklassige Vorarlbergliga, in der er  Stammspieler war. Bis zu seinem Karriereende im Jahr 2020 hatte er es auf 218 Ligaspiele für die Rankweiler in der Vorarlbergliga gebracht. Seit 2022 tritt Breuß als Torwarttrainer der Amateure des SCR Altach in Erscheinung.